# Tonžský příkop
Tonžský příkop (anglicky Tonga Trench) je hlubokomořský příkop v jihozápadní části Tichého oceánu. Nejhlubším místem je prohlubeň Horizon s hloubkou 10 800 ± 10 metrů. Jedná se o nejhlubší příkop jižní polokoule a druhý nejhlubší příkop na Zemi. Je místem s nejrychlejším posunem tektonických desek na Zemi, tichomořská deska se v Tonžském příkopu podsunuje směrem k západu k Přátelským ostrovům.
Leží východně od Tonžského hřbetu. Na jihu je oddělen od Kermadeckého příkopu, který si zachovává směr, spojením Tožského, Kermadeckého a Lousvilleského hřbetu. Na severu se postupně stáčí k západu.